# Achyranthes talbotii
Espèce
Statut de conservation UICN

 NT  : Quasi menacé
Achyranthes talbotii Hutch. & Dalziel est une espèce de plantes à fleurs de la famille des Amaranthaceae et du genre Achyranthes. C'est une plante herbacée présente principalement au Cameroun, mais également au Nigeria.

## Étymologie
Son épithète spécifique rend hommage au botaniste et anthropologue britannique Percy Amaury Talbot.

## Description
C'est une herbe pérenne, subligneuse, qui peut atteindre une hauteur de 50 cm.

## Distribution
L'espèce a été observée principalement au Cameroun, sur sept sites dans trois régions (Nord-Ouest, Sud-Ouest – particulièrement au mont Cameroun –, Littoral), également sur deux sites au sud-est du Nigeria dans l'État de Cross River.

## Habitat et écologie
Elle vit à proximité de cours d'eau à débit rapide, partiellement immergée, souvent près des chutes d'eau, au milieu des rochers, à une altitude comprise entre 0 et 700 m.
Subendémique, assez rare, elle figure actuellement sur la liste des plantes en danger, en raison de plusieurs facteurs : les infrastructures comme les barrages pourraient causer une baisse du niveau d'eau nécessaire à son développement, d'un autre côté la déforestation sans cesse croissante peut éventuellement entrainer des inondations fatales à la survie de cette espèce.